# Arbolito (Cerro Largo)
Arbolito es una localidad uruguaya del departamento de Cerro Largo, y es sede del municipio homónimo. 

## Ubicación
La localidad se encuentra situada en la zona centro-sur del departamento de Cerro Largo, sobre la cuchilla de Cerro Largo, junto a las nacientes del arroyo del Campamento y junto a la ruta 8 en su km 364.

## Población
Según el censo del año 2011 la localidad contaba con una población de 189 habitantes.
| 109           | 185 | 161 | 166 | 223 | 189 |
| (Fuente: INE) |     |     |     |     |     |

## Parque eólico
En 2014 se inicia la implementación del parque eólico de Arbolito. El sistema podrá producir más de 200 millones de kilovatios-hora (kWh) al año, evitando la emisión de más de 62.000 toneladas de CO2 a la atmósfera.
La planta, conocida como Melo Wind, con una potencia de 50 megavatios (MW) de capacidad instalada, se caracteriza por tener un factor de carga de más del 47%, equivalente a más de 4.100 horas de producción al año. 
La electricidad producida es vendida a la UTE que es la encargada de la transmisión, distribución y venta de la energía eléctrica producida.